# Československá akademie věd
Československá akademie věd (ČSAV) byla v letech 1953–1992 nejvyšší československá vědecká instituce, akademie věd. Byla navazující na původní Českou akademii věd a umění; po rozpadu ČSR přetvořena na Akademii věd České republiky (AV ČR). Od roku 1960 byla její součástí také Slovenská akademie věd (SAV). V rámci centralizace probíhající po roce 1948 byla do ČSAV sloučena většina mimouniverzitních vědeckých pracovišť a učená společnost. Jakožto nejvyšší vědecká instituce zajišťovala ČSAV komunikaci s ostatními zahraničními institucemi, zajišťovala plánování vědy, vzdělávání vědců a udílela titul kandidát a doktor věd. Mezi hlavní organizátory akademie v počátcích patřil historik Zdeněk Nejedlý, člen AV SSSR.
I když věda patřila až do pádu komunistického režimu roku 1989 k nejpostiženějším složkám společnosti, např. silným omezováním zahraničních kontaktů, zahraničními embargy, dlouhodobým podfinancováním i politickým tlakem na okamžité aplikace, silný ideologický vliv postihl na ČSAV spíše vědy společenské než přírodní. Oproti vysokým školám též v ČSAV panovalo poněkud politicky liberálnější prostředí a řada vědců, kterým na vysokých školách nebylo umožněno z politických důvodů pracovat, našla „azyl“ v ČSAV. I díky tomu ČSAV dokázala udržet v řadě případů krok se světovou vědou a spojení se světovou vědeckou komunitou.

## Historie
ČSAV byla zřízena zákonem č. 52/1952 Sb. na základě České akademie věd a umění, Královské české společnosti nauk a Masarykovy akademie práce, které tím de facto zanikly. Další instituce sloučené do ČSAV v prvních letech bylo především sedm ústředních přírodovědných ústavů, Slovanský ústav a Orientální ústav. Představovala obdobu zahraničních institucí, soustředěných zejména na základní výzkum a zřizovaných státem, které existují ve většině vyspělých zemí. Vnitřní uspořádání bylo změněno roku 1957 po VII. valném shromáždění ČSAV, kde byly schváleny podrobné stanovy ČSAV. Léta 1960 byla včleněna do ČSAV také SAV pod nezměněným jménem. V roce 1962 byla začleněna do ČSAV Československá akademie zemědělských věd.
ČSAV zanikla v roce 1992 spolu s Československem, a následně vznikla nová Akademie věd České republiky. Na Slovensku nadále působila Slovenská akademie věd, která podobně jako ČSAV vznikla v roce 1953.

## Organizace
Nejvyšším orgánem ČSAV bylo valné shromáždění ČSAV, kterého se účastnili všichni členové a čestní členové a které mělo pravomoc volit nové členy a čestné členy; a členy prezidia ČSAV (obě volby byly schvalovány vládou Československa). Konalo se obvykle jednou za rok. Shromáždění mohlo schvalovat organizační změny akademie. Stálý orgán ČSAV bylo prezidium, v jehož čele a čele celé ČSAV stál prezident (od 1962 předseda). To bylo voleno na čtyři roky z řad akademiků.
Do roku 1961 byla ČSAV dělena na osm sekcí (matematicko-fyzikální, geologicko-geografickou, chemickou, biologicko-lékařskou, historickou; ekonomie, práva a filosofie; jazyka a literatury), poté vzniklo dvacet dva vědeckých kolegií ČSAV (vedle toho existovalo dvanáct kolegií SAV). Koordinaci vědeckých kolegii zajišťovali tři oddělení (matematicko-fyzikální a technických věd; chemických a biologických věd; společenských věd). Při ČSAV bylo v roce 1962 činných dvacet čtyři, roku 1966 již třicet pět vědeckých společností.
Do příslušných vědeckých kolegií byly začleněny jednotlivé ústavy a ještě menší pracoviště se nazývala kabinety, nebo laboratoře.
V ČSAV fungovala Rada pro koordinaci, která koordinovala veškerou činnost koordinačních komisí pro jednotlivé vědecké obory.
Pro publikování vědeckých výsledků měla ČSAV svoje Nakladatelství Československé akademie věd, od roku 1966 Academia, které v rámci Akademie věd České republiky funguje dodnes. Kromě původních publikací zde vycházela i řada časopisů, v roce 1966 to bylo 95 časopisů.

## Členové
Členství v ČSAV byla nejvyšší pocta pro vědce v Československu. Ti vědečtí pracovníci, kteří tvořili členy ČSAV byli buď řádní členové, tedy akademici, a nebo mimořádní členové, tedy členové korespondenti. Vedle toho byly volení také čestní členové, kteří museli vykonat na vědeckém poli objev světového významu, nebo se museli zasloužit o stát a socialismus. Dne 8. února 1958 byl například zvolen čestným členem-zakladatelem ČSAV akademik Zdeněk Nejedlý. Členové i čestní členové mohli být i zahraniční vědci.
Mezi známé členy ČSAV patřil držitel Nobelovy ceny Jaroslav Heyrovský, světoznámý vynálezce kontaktních čoček Otto Wichterle.
Z dalších vynikajících představitelů české vědy a pracovníků Akademie je možné jmenovat:
- matematik Eduard Čech
- matematik Ivo Babuška
- astronom Zdeněk Ceplecha
- geofyzik Vít Kárník
- archeolog Bohuslav Klíma
- neurochirurg Zdeněk Kunc
- fyziolog Vilém Laufberger
- filozof a spoluautor Charty 77 Jan Patočka
- teoretický fyzik Václav Votruba

### Prezidenti a předsedové
- Zdeněk Nejedlý (1952–1962)
- František Šorm (1962–1965; 1965–1969)
- Jaroslav Kožešník (1969–1970 s titulem úřadující místopředseda, 1970–1977, 1977–1980)
- Bohumil Kvasil (1981–1985)
- Josef Říman (1985–1989)
- Otto Wichterle (1990–1992)

## Ústavy
- Ústav pro výzkum společenského vědomí a vědeckého ateismu ČSAV
- Ústav vědeckého ateismu ČSAV
- Ústav společenského vědomí ČSAV
- Ústav československých a světových dějin ČSAV[2]
- Československo-sovětský institut ČSAV
- Ekonomický ústav ČSAV
- Fyzikální ústav ČSAV
- Matematický ústav ČSAV
- Laboratoř evoluční biologie ČSAV
- Sociálně ekonomický ústav ČSAV
- Ústav dějin evropských socialistických zemí ČSAV
- Ústav ekologie průmyslové krajiny ČSAV
- Ústav fyziologických regulací ČSAV
- Ústav chemie skelných a keramických materiálů ČSAV
- Ústav nukleární biologie a radiochemie ČSAV
- Ústav obecné energetiky ČSAV
- Ústav teorie a historie vědy ČSAV
- Ústav teorie hutnických procesů ČSAV
- Ústav technologie a spolehlivosti strojních konstrukcí ČSAV
- Výzkumný ústav pedagogický Jana Amose Komenského
- Ústav teorie a dějin umění ČSAV

## ČSAV v kultuře
Studio populárně-vědeckých a naučných filmů Krátkého filmu Praha vyrobilo roku 1962 filmový dokument Cestou k objevům, seznamující diváky s významem a dosahem práce ČSAV; vznikl k 10. výročí vzniku instituce.